# N,N'-二硫代二己内酰胺
N,N'-二硫代二己内酰胺是一种有机化合物，化学式为C12H20N2O2S2。它可由己内酰胺和二氯化二硫在碱存在下反应制得。它可用于橡胶产品、润滑剂和油脂的生产。